# Heteragrion flavidorsum
Heteragrion flavidorsum är en trollsländeart som beskrevs av Philip Powell Calvert 1909. Heteragrion flavidorsum ingår i släktet Heteragrion och familjen Megapodagrionidae. IUCN kategoriserar arten globalt som otillräckligt studerad. Inga underarter finns listade i Catalogue of Life.